# Rusli Hamsjin
Rusli Hamsjin (* 29. Juni 1938 in Jakarta) ist ein ehemaliger indonesischer Radrennfahrer.

## Sportliche Laufbahn
Hamsjin war Straßenradsportler und Teilnehmer der Olympischen Sommerspiele 1960 in Rom. Das olympische Straßenrennen beendete er nicht. Im Mannschaftszeitfahren belegte der indonesische Vierer mit Muhammad Sanusi, Rusli Hamsjin, Theo Polhaupessy und Hendrik Brocks den 26. Rang.
Bei den Asienspielen 1962 in Jakarta gewann er die Goldmedaille im Mannschaftszeitfahren.